# Vilafrancha (Alier)
Villefranche-d'Allier és un municipi francès, situat al departament de l'Alier i a la regió d'Alvèrnia-Roine-Alps. L'any 2007 tenia 1.331 habitants.

## Demografia

### Població
El 2007 la població de fet de Villefranche-d'Allier era de 1.331 persones. Hi havia 578 famílies de les quals 186 eren unipersonals (65 homes vivint sols i 121 dones vivint soles), 190 parelles sense fills, 178 parelles amb fills i 24 famílies monoparentals amb fills.
La població ha evolucionat segons el següent gràfic:
Habitants censats

### Habitatges
El 2007 hi havia 687 habitatges, 578 eren l'habitatge principal de la família, 34 eren segones residències i 75 estaven desocupats. 604 eren cases i 82 eren apartaments. Dels 578 habitatges principals, 401 estaven ocupats pels seus propietaris, 164 estaven llogats i ocupats pels llogaters i 13 estaven cedits a títol gratuït; 2 tenien una cambra, 35 en tenien dues, 98 en tenien tres, 200 en tenien quatre i 243 en tenien cinc o més. 440 habitatges disposaven pel capbaix d'una plaça de pàrquing. A 271 habitatges hi havia un automòbil i a 228 n'hi havia dos o més.

### Piràmide de població
La piràmide de població per edats i sexe el 2009 era:
| Homes | Edats   | Dones |
| ----- | ------- | ----- |
| 0     | 95 o +  | 0     |
| 0     | 90 a 94 | 0     |
| 4     | 85 a 89 | 12    |
| 8     | 80 a 84 | 12    |
| 24    | 75 a 79 | 36    |
| 32    | 70 a 74 | 36    |
| 40    | 65 a 69 | 40    |
| 32    | 60 a 64 | 36    |
| 24    | 55 a 59 | 32    |
| 28    | 50 a 54 | 24    |
| 60    | 45 a 49 | 52    |
| 64    | 40 a 44 | 52    |
| 44    | 35 a 39 | 48    |
| 48    | 30 a 34 | 60    |
| 32    | 25 a 29 | 36    |
| 32    | 20 a 24 | 24    |
| 40    | 15 a 19 | 36    |
| 40    | 10 a 14 | 48    |
| 40    | 5 a 9   | 44    |
| 60    | 0 a 4   | 44    |

## Economia
El 2007 la població en edat de treballar era de 810 persones, 576 eren actives i 234 eren inactives. De les 576 persones actives 532 estaven ocupades (296 homes i 236 dones) i 44 estaven aturades (16 homes i 28 dones). De les 234 persones inactives 92 estaven jubilades, 61 estaven estudiant i 81 estaven classificades com a «altres inactius».

### Ingressos
El 2009 a Villefranche-d'Allier hi havia 577 unitats fiscals que integraven 1.313 persones, la mediana anual d'ingressos fiscals per persona era de 15.385 €.

### Activitats econòmiques
Dels 70 establiments que hi havia el 2007, 3 eren d'empreses alimentàries, 1 d'una empresa de fabricació de material elèctric, 5 d'empreses de fabricació d'altres productes industrials, 11 d'empreses de construcció, 15 d'empreses de comerç i reparació d'automòbils, 6 d'empreses de transport, 5 d'empreses d'hostatgeria i restauració, 4 d'empreses financeres, 3 d'empreses immobiliàries, 9 d'empreses de serveis, 4 d'entitats de l'administració pública i 4 d'empreses classificades com a «altres activitats de serveis».
Dels 24 establiments de servei als particulars que hi havia el 2009, 1 era una oficina de correu, 1 una oficina bancària, 3 tallers de reparació d'automòbils i de material agrícola, 1 autoescola, 3 paletes, 2 guixaires pintors, 1 fusteria, 4 lampisteries, 2 electricistes, 2 perruqueries, 3 restaurants i 1 agència immobiliària.
Dels 5 establiments comercials que hi havia el 2009, 1 era una botiga de menys de 120 m², 2 fleques, 1 una carnisseria i 1 una llibreria.
L'any 2000 a Villefranche-d'Allier hi havia 31 explotacions agrícoles que ocupaven un total de 3.224 hectàrees.

## Equipaments sanitaris i escolars
L'únic equipament sanitari que hi havia el 2009 era una farmàcia.
El 2009 hi havia una escola elemental.

## Poblacions més properes
El següent diagrama mostra les poblacions més properes.